# Feel (álbum de Sleeping with Sirens)
Feel é o terceiro álbum da banda americana de post-hardcore Sleeping with Sirens, lançado em 4 de junho de 2013. O primeiro single, "Low", foi lançado dia 23 de abril de 2013. O segundo single, "Alone", com participação do rapper Machine Gun Kelly, foi lançado em 21 de maio de 2013. O álbum tem aparições de Fronz (Attila), Matty Mullins (Memphis May Fire) e Shayley Bourget (Dayshell, ex-Of Mice & Men). Todo o álbum foi produzido por Cameron Mizell, quem produziu seu álbum de estréia. Em 26 de Maio de 2013, todo o álbum foi transmitido no canal da Rise Records no YouTube.

## Faixas
| N.º            | Título                                                    | Duração |  |
| 1.             | "Feel"                                                    | 4:41    |  |
| 2.             | "Here We Go"                                              | 3:19    |  |
| 3.             | "Free Now"                                                | 3:53    |  |
| 4.             | "Alone" (com MGK)                                         | 3:54    |  |
| 5.             | "I'll Take You There" (com Shayley Bourget de Dayshell)   | 4:03    |  |
| 6.             | "The Best There Ever Was" (com Fronz de Attila)           | 3:20    |  |
| 7.             | "Low"                                                     | 3:42    |  |
| 8.             | "Congratulations" (com Matty Mullins de Memphis May Fire) | 4:42    |  |
| 9.             | "Déjà Vu"                                                 | 3:17    |  |
| 10.            | "These Things I've Done"                                  | 3:25    |  |
| 11.            | "Sorry"                                                   | 3:02    |  |
| 12.            | "Satellites"                                              | 3:39    |  |
| Duração total: | Duração total:                                            | 42:57   |  |

## Ficha técnica
Membros
- Kellin Quinn – vocais
- Jesse Lawson – guitarra rítmica, vocais de apoio
- Jack Fowler  – guitarra, teclado
- Justin Hills – baixo
- Gabe Barham – bateria

Músicos convidados
- MGK - vocais adicionais em "Alone".
- Shayley Bourget - vocais adicionais em "I'll Take You There".
- Chris Fronzak - vocais adicionais em "The Best There Ever Was".
- Cameron Mizell - vocais adicionais em "Low".
- Matty Mullins - vocais adicionais em "Congratulations".

Produção
- Cameron Mizell - produção

## Paradas

### Paradas semanais
| Parada (2013)                                 | Posição de pico |
| --------------------------------------------- | --------------- |
| Austrália (ARIA)                              | 14              |
| Escócia (Official Scottish Albums)            | 38              |
| Reino Unido (Official Albums Chart)           | 36              |
| Estados Unidos (Billboard 200)                | 3               |
| Estados Unidos (Billboard Independent Albums) | 2               |
| Estados Unidos (Top Rock Albums)              | 2               |

 
|

### Paradas anuais
| Parada (2013)                  | Posição |
| ------------------------------ | ------- |
| US Top Rock Albums (Billboard) | 58      |